# Daimler-Benz DB 610
Il Daimler-Benz DB 610 era un motore aeronautico 24 cilindri a doppia V rovesciata raffreddato a liquido prodotto dall'azienda tedesca Daimler-Benz nei primi anni quaranta.
Venne impiegato esclusivamente sulle ultime versioni (A-3 e A-5) del bombardiere Heinkel He 177 Greif. Con questo propulsore venne sostituito il precedente DB 606.

## Storia

### Sviluppo
Come per l'unità che andava a sostituire, anche il DB 610 era composto da due motori accoppiati per un totale di ventiquattro cilindri. In questo caso si trattava di due DB 605. A differenza dei DB 601 del DB 606, i due DB 605 erano montati in modo che le loro bancate interne fossero verticali. Veniva mantenuto il sistema di trasmissione della potenza all'elica introdotto con il DB 606. Nel DB 610 gran parte dei problemi che avevano afflitto il precedente motore erano stati risolti ma, in generale, anche questo propulsore si dimostrò poco affidabile.
Il DB 610 sviluppava 2.950 CV (2.199 kW) al decollo.

## Velivoli utilizzatori
Germania
- Heinkel He 177 Greif
- Junkers Ju 288 Reihe